# لمور موشی مک‌آرتور
 لمور موشی مک‌آرتور (نام علمی: Microcebus macarthurii) نام یک گونه از سرده لمورهای موشی است.